# Слатко
Слатко је типичан српски специјалитет. У међународној терминологији, слатко би се могло описати као кандирано воће. Церемонија гостопримства у Србији често започиње са слатком и чашом воде.
Слатко се традиционално припрема на шпорету на дрва у отвореним шерпама које се користе само једном годишње, само за кување слатка. Слатко се састоји од целог воћа које се може препознати у густом сирупу. Служи се у малим чинијама уз чашу свеже воде. Обично гост узима једну кашичицу слатка из чиније и гутљај воде (ако неко пожели више, то мора учинити новом кашичицом).
Најчешће врсте воћа које се користе за кување слатка су: шумске јагоде, шљиве, дуње, вишње, смокве, боровнице и купине.
Слатко је познато исто бугарској и грчкој кухињи, те као сладко ушло је и у јеврејску кухињу.